# Disco Defenders
Disco Defenders è il terzo album di inediti del gruppo musicale europop svedese Alcazar, pubblicato l'11 marzo 2009 in Svezia e nei paesi scandinavi; è composto da due cd: Now e Then.

## Produzione
Questo lavoro ha ottenuto critiche positive da parte della stampa musicale svedese e in poco tempo ha raggiunto la quarta posizione nelle classifiche di vendita svedesi, diventando così il terzo album di maggior successo del gruppo dopo Alcazarized (seconda posizione) e la raccolta Dancefloor Deluxe (terza posizione).
Il primo disco, Now, conteneva tredici brani inediti di cui due già pubblicati come singoli nel 2008, We Keep On Rockin' e Inhibitions, e il brano scelto per la partecipazione al Melodifestivalen, la competizione annuale che seleziona gli artisti partecipanti alla prestigiosa manifestazione Eurovision Song Contest del 2009, Stay the Night; il brano ha raggiunto la finale della manifestazione, ma ha terminato la gara al quinto posto della classifica finale. Ha raggiunto comunque il secondo posto delle classifiche di vendita svedesi.
In questo primo disco è contenuto il brano Baby, scritto dal duo pop britannico Pet Shop Boys, che è tornato a collaborare con gli Alcazar sette anni dopo la realizzazione del brano Love Life pubblicato nell'album Alcazarized, del 2003.
Il primo disco si chiude con la versione ClubMix del brano Stay the Night, ad opera del deejay FL, che aveva già collaborato con il gruppo nel 2004 alla realizzazione del secondo disco remixato della raccolta Dancefloor Deluxe.
Il secondo disco, Then, raccoglie alcuni dei loro vecchi successi tra cui Don't You Want Me, Not a Sinner, Nor s Saint, Crying at the Discoteque, Physical e Alcastar.
Questo nuovo album ha segnato il ritorno sulle scene musicali del gruppo, tornato alla formazione iniziale di tre membri, dopo l'uscita nell'autunno del 2005 di Magnus Carlsson e Annika Kjærgaard e l'ingresso di Lina Hedlund, con la quale il gruppo si era esibito come ospite nel luglio 2007 al famoso night club londinese G-A-Y in occasione di un evento celebrativo della musica svedese ideato dal produttore Alexander Bard.
Dopo l'uscita del singolo Stay the Night nel marzo 2009, il gruppo si è preparato al lancio europeo del nuovo album ed è stato scelto come primo singolo europeo il brano Burning, che però non è riuscito ad entrare nelle classifiche europee. Stesso destino per il secondo singolo, From Brazil With Love, uscito nel luglio del 2009.
Per promuovere le vendite dell'album a livello europeo nel novembre del 2009 è stata pubblicata l'edizione speciale dell'album; in questa nuova edizione sono stati eliminati due brani, Jump Straight Into the Fire e Put the Stop Down, sostituite da due nuove canzoni, One Two Three Four' e Last Christmas, quest'ultima una cover del noto brano del 1984 del gruppo pop britannico Wham!.
Proprio quest'ultimo brano è stato scelto come terzo singolo europeo, pubblicato il 25 dicembre 2009. Inoltre, il brano We Keep On Rockin' è stato sostituito con una nuova versione dello stesso.

## Tracce

### Edizione standard

#### Disco 1 -Now
1. We Keep On Rockin' – 3:50
2. Burning – 3:05
3. Stay the Night – 3:00
4. From Brazil with Love – 3:41
5. Inhibitions – 3:03
6. Harlem Nights – 4:06
7. Baby – 3:54
8. Jump Straight Into the Fire – 3:18
9. My My Me and Mine – 3:42
10. Funkytown – 3:38
11. Put the Stop Down – 3:39
12. Thank You – 2:59
13. Stay the Night (FL Clubmix) – 3:59

Durata totale: 45:54

#### Disco 2 -Then
1. This Is the World We Live In – 3:33
2. Crying at the Discoteque (feat. Crying Boy) – 3:49
3. Mènage à tròis – 3:47
4. Sexual Guarantee – 3:33
5. Don't You Want Me – 3:31
6. Start the Fire – 3:15
7. Shine On – 3:29
8. Not a Sinner, Nor a Saint – 2:59
9. Physical – 3:27
10. Ritmo del amor – 3:17
11. Alcastar – 3:03
12. Love Life – 3:52
13. Someday – 4:03

Durata totale: 45:38

### Edizione speciale

#### Disco 1 -Now
1. We Keep on Rockin' (Extended Version)
2. Burning – 3:05
3. Stay the Night – 3:00
4. From Brazil with Love – 3:41
5. Inhibitions – 3:03
6. Harlem Nights – 4:06
7. Baby – 3:54
8. One Two Three Four(Inedito) – 3:09
9. My My Me And Mine – 3:42
10. Funkytown – 3:38
11. Thank You – 2:59
12. Last Christmas (inedito) – 3:33
13. Stay the Night (FL Clubmix) – 3:59

Durata totale: 41:49

#### Disco 2 -Then
1. This Is the World We Live In – 3:33
2. Crying at the Discoteque (feat. Crying Boy) – 3:49
3. Mènage à tròis – 3:47
4. Sexual Guarantee – 3:33
5. Don't You Want Me – 3:31
6. Start the Fire – 3:15
7. Shine On – 3:29
8. Not a Sinner, Nor a Saint – 2:59
9. Physical – 3:27
10. Ritmo del amor – 3:17
11. Alcastar – 3:03
12. Love Life – 3:52
13. Someday – 4:03

Durata totale: 45:38

## Singoli

### Svezia
- We Keep On Rockin' (2008)
- Inhibitions (2008)
- Stay the Night (2009)

### Europa
Edizione svedese
- Burning (2009)
- From Brazil with Love (2009)

Edizione speciale
- Last Christmas (2009)

## Pubblicazione
| Versione          | Data           | Regione |
| ----------------- | -------------- | ------- |
| Edizione svedese  | 11 marzo 2009  | Svezia  |
| Edizione svedese  | 22 maggio 2009 | Europa  |
| Edizione speciale | 2009           | Europa  |